# Ozero Zhamantuz (saltsjö i Kazakstan, lat 53,06, long 69,76)
Ozero Zhamantuz är en saltsjö i Kazakstan. Den ligger i den norra delen av landet, 240 km nordväst om huvudstaden Astana. Arean är 7,0 kvadratkilometer.